# Heteroconger lentiginosus
Heteroconger lentiginosus és una espècie de peix pertanyent a la família dels còngrids.

## Descripció
- Pot arribar a fer 37,6 cm de llargària màxima.
- Fa al voltant de 20 mm de diàmetre.[2][3][4]

## Hàbitat
És un peix marí, demersal i de clima tropical que viu entre 21 i 40 m de fondària.

## Distribució geogràfica
Es troba al Pacífic occidental central (les illes Marshall) i el Pacífic oriental central (les illes Marqueses i de la Societat).

## Observacions
És inofensiu per als humans.